# دبيق أبيض
الدبيق الأبيض (باللاتينية: Bupleurum album) نوع نباتي ينتمي إلى جنس الدبيق من الفصيلة الخيمية.

## الموئل والانتشار
موطن هذا النوع المغرب العربي.